# Matthias Gragger
Matthias Gragger (Bad Ischl, 3 novembre 2001) è un calciatore austriaco, difensore dell'Amstetten.

## Carriera
Cresciuto nel settore giovanile del Ried, debutta in prima squadra il 3 aprile 2021 in occasione dell'incontro di Bundesliga vinto per 3-2 contro l'Hartberg. Promosso definitivamente in prima squadra a partire dalla stagione 2021-2022, realizza la sua prima rete in campionato il 12 marzo 2023, nell'incontro vinto per 1-2 contro l'Altach.

## Statistiche

### Presenze e reti nei club
Statistiche aggiornate al 30 aprile 2023.
| Stagione        | Squadra         | Campionato      | Campionato | Campionato | Coppe nazionali | Coppe nazionali | Coppe nazionali | Coppe continentali | Coppe continentali | Coppe continentali | Altre coppe | Altre coppe | Altre coppe | Totale | Totale |
| Stagione        | Squadra         | Comp            | Pres       | Reti       | Comp            | Pres            | Reti            | Comp               | Pres               | Reti               | Comp        | Pres        | Reti        | Pres   | Reti   |
| --------------- | --------------- | --------------- | ---------- | ---------- | --------------- | --------------- | --------------- | ------------------ | ------------------ | ------------------ | ----------- | ----------- | ----------- | ------ | ------ |
| 2019-2020       | Ried II         | RL              | 12         | 0          |                 | -               | -               |                    | -                  | -                  |             | -           | -           | 12     | 0      |
| 2020-2021       | Ried II         | RL              | 11         | 2          |                 | -               | -               |                    | -                  | -                  |             | -           | -           | 11     | 2      |
| 2021-2022       | Ried II         | RL              | 2          | 0          |                 | -               | -               |                    | -                  | -                  |             | -           | -           | 2      | 0      |
| 2022-2023       | Ried II         | RL              | 1          | 0          |                 | -               | -               |                    | -                  | -                  |             | -           | -           | 1      | 0      |
| Totale Ried II  | Totale Ried II  | Totale Ried II  | 26         | 2          |                 | -               | -               |                    | -                  | -                  |             | -           | -           | 26     | 2      |
| 2020-2021       | Ried            | BL              | 8          | 0          | CA              | -               | -               |                    | -                  | -                  |             | -           | -           | 8      | 0      |
| 2021-2022       | Ried            | BL              | 3          | 0          | CA              | 0               | 0               |                    | -                  | -                  |             | -           | -           | 3      | 0      |
| 2022-2023       | Ried            | BL              | 14         | 2          | CA              | 1               | 0               |                    | -                  | -                  |             | -           | -           | 15     | 2      |
| Totale Ried     | Totale Ried     | Totale Ried     | 25         | 2          |                 | 1               | 0               |                    | -                  | -                  |             | -           | -           | 26     | 2      |
| Totale carriera | Totale carriera | Totale carriera | 51         | 4          |                 | 1               | 0               |                    | -                  | -                  |             | -           | -           | 52     | 4      |